# (74016) 1998 FK136
1998 أف كي 136 (ويعرف أيضًا باسم (74016) 1998 أف كي 136 وفق تسمية الكوكب الصغير) (بالإنجليزية: 1998 FK136)‏ هو كويكب ضمن حزام الكويكبات؛ وترتيبه 74016 من حيث الاكتشاف.
اكتُشف هذا الجُرم الفلكي بواسطة بحث لنكولن عن الكويكبات القريبة من الأرض في 28 مارس 1998.

## وصلات خارجية
- (74016) 1998 FK136 في قاعدة بيانات مختبر الدفع النفاث لأجرام النظام الشمسي الصغيرة

- الاكتشاف · مخطط المدار ·  العناصر المدارية · المعلمات المادية

- (74016) 1998 FK136 على موقع ويكي سكاي: DSS2, SDSS, GALEX, IRAS, Hydrogen α, X-Ray, Astrophoto, Sky Map, Articles and images